# Una vita (Maupassant)
(Rosalia, «Una vita»)
Una vita (titolo originale Une vie) è il primo romanzo di Guy de Maupassant, comparso originariamente come romanzo d'appendice nel 1883 sul quotidiano Gil Blas, quindi in volume alla fine dello stesso anno, col titolo L'Humble Vérité. Presenta un panorama della condizione femminile ottocentesca, raccontando il destino di Jeanne, una giovane aristocratica.
Secondo Tolstoj, il romanzo rappresenta la massima espressione narrativa francese solo dopo I miserabili di Victor Hugo.

## Trama
La storia descrive la vita di una donna, dal momento in cui il suo cuore si sveglia, fino alla vecchiaia.
Jeanne, unica figlia del barone Simone-Jacques Le Perthuis e di sua moglie Adelaide, è una giovane aristocratica, che dopo essere stata educata nel collegio religioso del Sacro Cuore fino all'età di 17 anni, va a vivere nel 1819 presso la residenza dei "Pioppi" della famiglia, in una casa lasciatale in eredità dal padre vicino alla località normanna di Yport: qui vive giorni felici carichi di sogni e di aspettative per il futuro.
Dopo solo tre mesi di fidanzamento va in sposa al visconte Julien de Lamare di cui è platonicamente innamorata, ma, appena tornati dal viaggio di nozze in Corsica così carico di romanticismo e di passione, la sua vita reale prende inaspettatamente una piega ben più triste. Il marito si rivela ben presto per quello che è realmente, un avido ed egoista che non la rende più partecipe degli affari; l'uomo si trasforma di colpo e diventa crudele, meschino e oramai del tutto indifferente alla vita coniugale.
La giovane sposa scopre poco dopo anche il tradimento perpetrato da Julien con la serva Rosalie, sorella di latte di Jeanne, grazie ad un figlio appena concepito dai due amanti fedifraghi. Anche dopo l'allontanamento di Rosalie, Julien continua a tradire la moglie con una vicina di casa, Gilberte, finché muore tragicamente ucciso dal marito della nuova amante durante una tempesta.
Jeanne riversa allora il suo affetto e il suo amore sul suo unico figlio Paul, nato prematuramente e con problemi di salute, che cresce viziato sotto l'ala protettiva ed ossessiva della madre, del nonno e della zia Lisette. La seconda figlia era stata una bambina nata morta il giorno stesso della morte del marito.
All'età di quindici anni il ragazzo va a studiare nel collegio di Le Havre e li scopre presto tutti i vizi di cui è intriso il mondo; comincia difatti a condurre una vita quantomai disordinata, contraendo forti debiti di gioco ed innamorandosi di una prostituta che lo convince a fuggire in Inghilterra per evitare i creditori.
Jeanne ormai ridotta sul lastrico e travolta dalla depressione a causa dei debiti contratti dal figlio, a partir dalla morte del padre e della zia Lisette è costretta a vendere la residenza dei "Pioppi" e tristemente si trasferisce presso una residenza di campagna accompagnata da Rosalie, diventata oramai una contadina benestante, che riempirà le giornate ormai vuote e immerse solamente in una cronica tristezza di Jeanne, riportandola pian piano verso la serenità. Finalmente Jeanne, dopo molte sofferenze, può riempire le sue giornate e consolare i propri dolori grazie alla nipotina, affidatagli dal figlio Paul dopo la morte della madre, prostituta, di parto.
Jeanne comprende, grazie alle parole di Rosalie, che la vita, qualunque vita, in conclusione non è né tutta buona né tutta cattiva come si dice. Con l'arrivo della bambina e la promessa del figlio di raggiungerla presto, la donna provata dalle molte vicissitudini dell'esistenza riscopre il gusto della vita.

## Personaggi
- Jeanne Le Perthuis des Vauds
- Genitori di Jeanne (Simon-Jacques e Adélaïde)
- Julien de Lamare
- Paul de Lamare
- Rosalie
- La zia Lise (Lisette)
- Abbé Picot
- Vedova Dentu
- Abbé Tolbiac
- Ludivine
- Padre Lastique
- Marius
- Il cane Massacre

## Adattamenti cinematografici
- Onna no isshô, regia di Yoshinobu Ikeda (1928)
- Naiskohtaloita, regia di Toivo Särkkä (1947)
- Una vita - Il dramma di una sposa, regia di Alexandre Astruc (1958)
- Une vie, film per la TV, regia di Élisabeth Rappeneau (2004)
- Una vita, regia di Stephane Brizé (2016)

## Edizioni

### In lingua francese
- (FR) Une Vie par M. de Maupassant, in Gil Blas, 21 février 1883. URL consultato il 18 gennaio 2025.
- (FR) Une Vie (L'Humble Vérité), 1ª ed., Paris, Paul Ollendorff, 1883.
- (FR) Une Vie, Paris, Conard, 1908. URL consultato il 1º aprile 2015.

### Traduzioni italiane
- trad. di P. E. Francesconi, F.lli Treves, Milano, 1897
- trad. di Anna Franchi, Salani, Firenze, 1899
- trad. di L. De-Mauri, Barion, Milano, 1924
- trad. di Mura, Sonzogno, Milano, 1926
- trad. anonima, Quattrini, Firenze, 1928
- trad. di Augusta Osimo-Muggia, Bietti, Milano, 1928
- trad. di Marino Moretti, Mondadori, Milano, 1931
- a cura di Adriano Lami, La prora, Milano, 1945
- trad. di Gino Marcora, Zibetti, Milano 1959
- trad. di Luigi Pescetti, con il titolo L'umile verità, Tirrena, Livorno, 1951
- trad. di Sara Mancuso, Editori Riuniti, Roma, 1959
- trad. di Costanza di Marzo, Ediz. Moderne, Roma, 1959
- trad. di Oreste Del Buono, Rizzoli, Milano, 1962
- trad. di Mario Picchi, Garzanti, Milano, 1974
- trad. di Fanny Mallé Gallia, Einaudi, Torino, 1976
- trad. di Natalia Ginzburg, Einaudi, Torino, 1994
- trad. di Catherine McGilvray, Newton Compton, Roma, 1996